# Carlo Turcato
Carlo Turcato, född 22 september 1921, död 2 juni 2017 i Padua, var en italiensk fäktare.
Turcato blev olympisk silvermedaljör i sabel vid sommarspelen 1948 i London.